# Pinguinenten

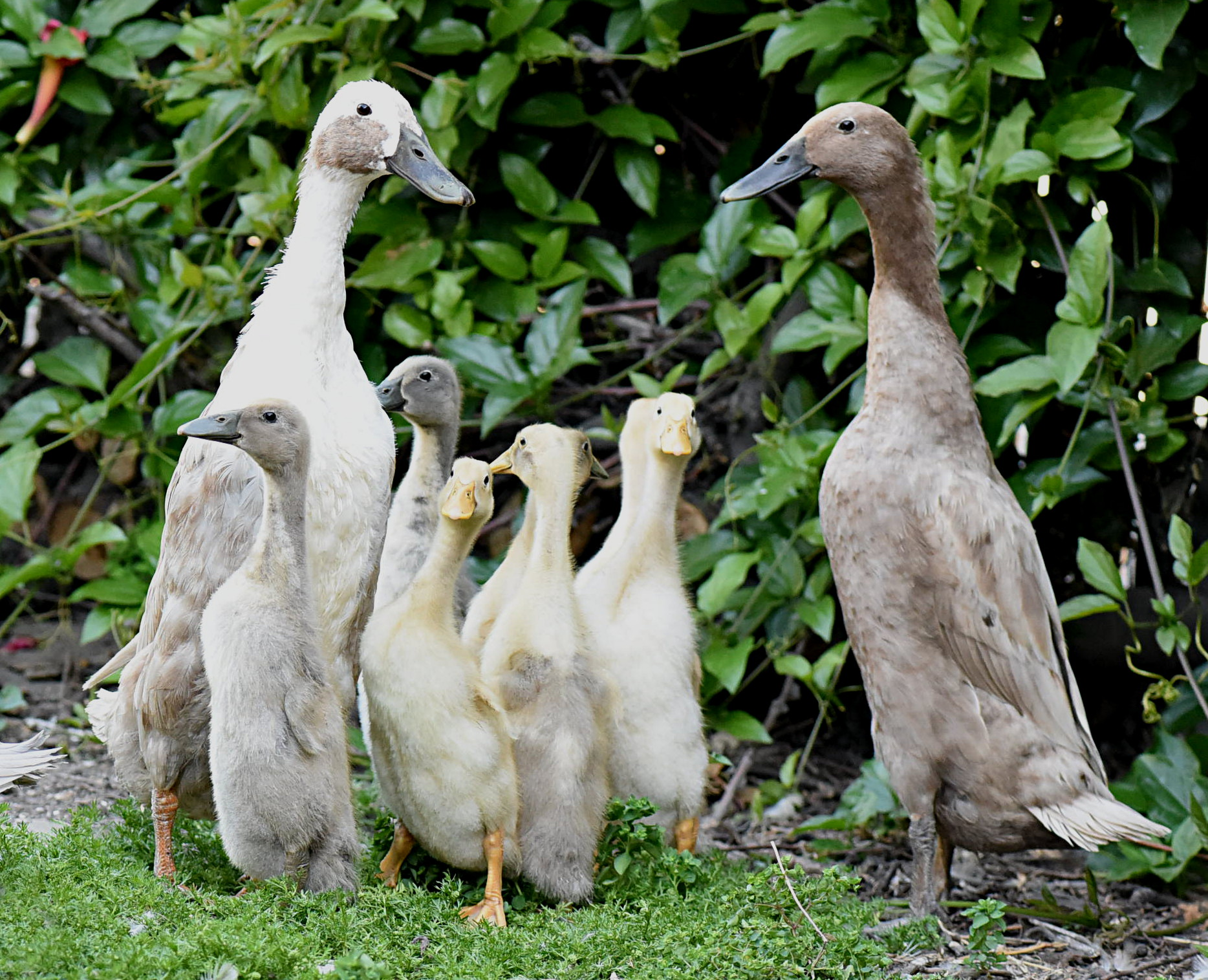
Indische Laufenten

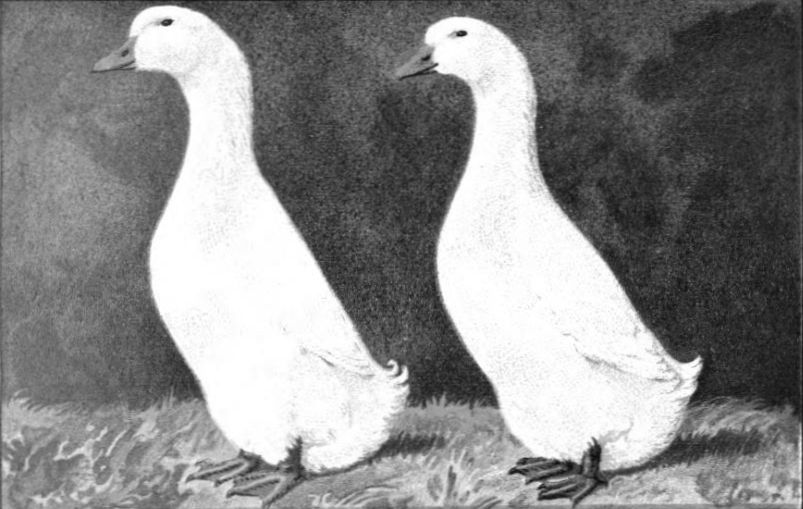
Deutsche Pekingenten („Kramers Taschenbuch der Rassegeflügelzucht“ von 1926)

Pinguinenten sind Hausenten mit steiler, aufrechter Körperhaltung. Im Gegensatz zu ihnen weisen in europäischen Gebieten erzüchtete Entenrassen eine fast waagerechte Körperhaltung auf.

## Pinguin-Typus
Die zu dieser Gruppe zählenden Rassenschläge weichen in Körperhaltung und Stellung dermaßen vom Landenten-Typus ab, dass man bei ihrer Betrachtung eher an Pinguine als an Enten denkt. 
Der Pinguin-Typus der Hausenten entspricht dem Malayen-Typ der Hühnerrassen (vgl. Malaie). Wesentliche und namensgebende Merkmale dieser Enten sind der steil aufgerichtete Körper und eine hochgereckte Gestalt. Sie haben weder den waagerecht getragenen Körper noch die flache, bootsartige Form der in Europa weit verbreiteten Landenten. 
Zu den Enten des Pinguin-Types zählen
- die Pinguinente oder Pinguin-Ente,
- die Japanische Ente,
- die Indische Laufente und
- die Deutsche Pekingente.

Pinguinenten im Vergleich (nach Dürigen)
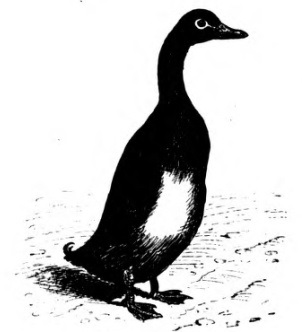
Pinguinente
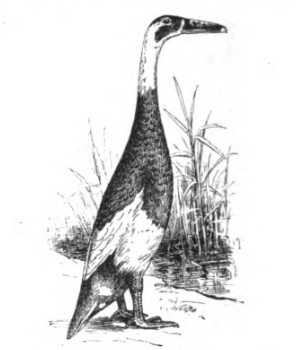
Laufente
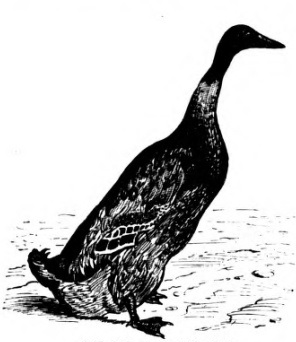
Japanische Ente
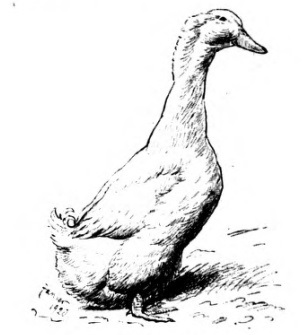
Pekingente